# 島村抱月

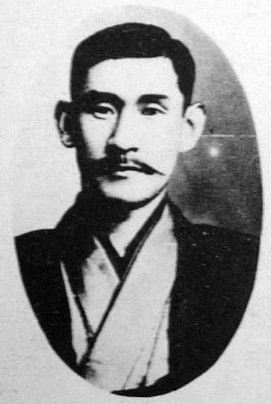
島村抱月

島村抱月（1871年2月28日—1918年11月5日）日本文藝評論家、戏剧导演，是日本新劇運動先驅。
曾與其學生、女演员松井須磨子相戀，受到非議而雙雙被驅出「文藝協會」，1918年因感染西班牙型流行性感冒驟逝。二個月後，松井須磨子自殺身亡。